# Arena Football League 1990
Die Arena-Football-League-Saison 1990 war die vierte Saison der Arena Football League (AFL). Ligameister wurden die Detroit Drive, die die Dallas Texans im ArenaBowl IV bezwangen. Sie haben dadurch einen sogenannten Three-peat geschafft, d. h. sie konnten dreimal hintereinander den ArenaBowl gewinnen.

## Teilnehmende Mannschaften
| Anzahl Mannschaften | 6                                                     |
| ------------------- | ----------------------------------------------------- |
| Neu in der Liga     | Washington Commandos, Albany Firebirds, Dallas Texans |
| Ausgeschieden       | Maryland Commandos, Chicago Bruisers                  |

## Regular Season
| x-Detroit Drive         | 6 | 2 | 0 | .750 | 326 | 215 |
| y-Dallas Texans         | 6 | 2 | 0 | .750 | 299 | 308 |
| y-Denver Dynamite       | 4 | 4 | 0 | .500 | 283 | 267 |
| y-Pittsburgh Gladiators | 3 | 5 | 0 | .375 | 289 | 287 |
| Albany Firebirds        | 3 | 5 | 0 | .375 | 188 | 268 |
| Washington Commandos    | 2 | 6 | 0 | .250 | 244 | 284 |

Legende:
| Siege              | Niederlagen           | Unentschieden        | SQ gewonnene Spiele (relativ) |
| P+ gemachte Punkte | P- gegnerische Punkte | x = Conference-Titel | y = Playoffs erreicht         |

## Playoffs
|  | Halbfinale | Halbfinale | Halbfinale |  |  | ArenaBowl IV | ArenaBowl IV | ArenaBowl IV |
|  |            |            |            |  |  |              |              |              |
|  |            |            |            |  |  |              |              |              |
|  | 1          | Detroit    | 61         |  |  |              |              |              |
|  | 4          | Pittsburgh | 30         |  |  |              |              |              |
|  |            |            |            |  |  | 1            | Detroit      | 51           |
|  |            |            |            |  |  | 2            | Dallas       | 27           |
|  | 2          | Dallas     | 26         |  |  |              |              |              |
|  | 3          | Denver     | 25         |  |  |              |              |              |
|  |            |            |            |  |  |              |              |              |

### ArenaBowl IV
Der ArenaBowl IV wurde am 11. August 1990 in der Joe Louis Arena in Detroit, Michigan, ausgetragen. Das Spiel verfolgten 19.902 Zuschauer.
ArenaBowl MVP wurde Art Schlichter (Detroit Drive).
| ArenaBowl IV | ArenaBowl IV  | ArenaBowl IV |
| ------------ | ------------- | ------------ |
| 1            | Detroit Drive | 51           |
| 2            | Dallas Texans | 27           |

## Regular Season Awards
| Award                | Gewinner       | Position                     | Team                  |
| -------------------- | -------------- | ---------------------------- | --------------------- |
| Most Valuable Player | Art Schlichter | Quarterback                  | Detroit Drive         |
| Ironman of the Year  | Thomas Monroe  | Wide Receiver/Defensive Back | Pittsburgh Gladiators |
| Coach of the Year    | Erie Stautner  | Head Coach                   | Dallas Texans         |

## Zuschauertabelle
| Team                  | Zuschauerschnitt |
| --------------------- | ---------------- |
| Detroit Drive         | 13.121           |
| Dallas Texans         | 12.413           |
| Denver Dynamite       | 9.078            |
| Pittsburgh Gladiators | 5.289            |
| Albany Firebirds      | 10.151           |
| Washington Commandos  | 3.346            |
| Ligadurchschnitt      | 8.900            |